# Roger Rees
Roger Rees (Aberystwyth, 5 mei 1944 – New York, 10 juli 2015) was een Brits-Amerikaans acteur.

## Biografie
Rees werd geboren in Aberystwyth (Wales), en studeerde aan de Slade School of Fine Art in Londen. Hij begon met acteren in theaters en op televisie in Engeland. In de jaren 1980 verhuisde hij naar de Verenigde Staten en kreeg daar in 1989 het Amerikaanse staatsburgerschap. Hij richtte zich op het acteren in Amerikaanse theaters en op televisie.
Sinds de jaren '80 was hij belijder van de joodse religie.  
Rees was openlijk homoseksueel en was vanaf 2011 getrouwd met schrijver/acteur Rick Elice.
Op 10 juli 2015 overleed Rees in zijn huis in New York na een kort ziekbed.

## Filmografie

### Films
Selectie:
- 2015: Survivor - als Emil Balan
- 2008: The Narrows – als professor Reyerson
- 2007: The Invasion – als Yorish
- 2006: The Prestige – als Owens
- 2006: Garfield: A Tail of Two Kitties – als mr. Hobbs
- 2006: The Pink Panther – als Raymond Lacocque
- 2005: The New World – als vertegenwoordiger van Virginia Company
- 2004: The Tulse Luper Suitcases, Part 2: Vaux to the Sea – als Tulse Luper
- 2003: The Tulse Luper Suitcases, Part 3: From Sark to the Finish – als Tulse Luper
- 2002: Frida – als Guillermo Kahlo
- 2002: The Scorpion King – als koning Pheron
- 2002: Return to Never Land – als Edward (stem)
- 1999: Double Platinum – als Marc Reckler
- 1996: Titanic – als J. Bruce Ismay
- 1993: Robin Hood: Men in Tights – als sheriff van Rottingham
- 1992 Stop! Or My Mom Will Shoot – als J. Parnell
- 1990: Mountains of the Moon – als Edgar Papworth
- 1984: A Christmas Carol – als Fred Holywell / verteller
- 1983: Star 80 – als Aram Nicholas
- 1978: The Comedy of Errors – als Antipholius of Syracuse

### Televisieseries
Uitgezonderd eenmalige gastrollen.
- 2013-2014: It Could Be Worse - als Roger Goldstein -  2 afl.
- 2012-2014: Elementary - als Alistair Moore - 2 afl.
- 2009-2013: Warehouse 13 – als James MacPherson – 7 afl.
- 2007: Grey's Anatomy – als Dr. Colin Marlow – 3 afl.
- 2005-2006: Related – als vader van Bob – 2 afl.
- 2000-2005: The West Wing – als Lord John Marbury – 5 afl.
- 2003: Veritas: The Quest – als De Molay – 2 afl.
- 2001: Three Sisters – als Frederick – 2 afl.
- 1997: Liberty! The American Revolution – als Thomas Paine – 5 afl.
- 1994-1997: M.A.N.T.I.S. – als John Stonebrake – 22 afl.
- 1995: Gargoyles – als prins Malcolm (stem) – 2 afl.
- 1992-1994: Prins Valiant – als Henchman (stem) – 3 afl.
- 1989-1993: Cheers – als Robin Colcord – 17 afl.
- 1988-1989: Singles – als Malcolm – 9 afl.
- 1982: The Life and Adventures of Nicholas Nickleby – als Nicholas Nickelby – 2 afl.
- 1976: Bouquet of Barbed Wire – als Simon – 3 afl.

## Theaterwerk opBroadway
- 2012: Peter and the Starcatcher – als regisseur
- 2010-2011: The Addams Family – als Gomez Addams (understudy)
- 2000: Uncle Vanya – als Mikhail Ivovich Astroy
- 1996-1997: The Rehearsal – als Hero
- 1995: Indiscretions – als George
- 1993: The Red Shoes – als Boris Lermontov
- 1981-1982: The Life and Adventures of Nicholas Nickleby – als Nicholas Nickleby
- 1974-1975: London Assurance – als Charles Courtly

- Bibliothèque nationale de France: cb14460169w (data)
- Gemeinsame Normdatei: 1073832171
- International Standard Name Identifier: 0000 0001 0780 0228
- Library of Congress Control Number: n83017181
- MusicBrainz: 094a813e-73c0-489b-b052-0c50318ec77d
- Nationale Bibliotheek van Tsjechië: xx0097930
- Nationale Bibliotheek van Israël: 987007324949305171
- Nederlandse Thesaurus van Auteursnamen: 262282305
- Système universitaire de documentation: 126034168
- Virtual International Authority File: 39600165
- WorldCat: E39PBJqw6gXrtB3crK6CdkGyh3